# Pilóta (keksz)
A Pilóta keksz a Győri Keksz Kft. egyik régi, klasszikus terméke, melyet 1960 óta gyártanak.

## Története
Létrejöttét a Győri Keksz akkori termelési vezetőjének, Telekesi Józsefnek köszönheti, akinek egyik feladata volt a termékfejlesztés is, valamint egy véletlennek, mert valószínűsíthető, hogy a második világháborúban a vadász- és bombázó pilóták túlélőcsomagjaiban található csokoládé és keksz adta az ötletet.
A Pilóta keksz valójában egy termékkategória, a híres sea-biscuit (tengerészeti kétszersült) mintájára.
Az első években egy kemény piskótaalappal készült, melynek tésztája hasonló volt a mostani piskótatallér tésztájához, ezen volt a krém és a kakaós keksz. Alsó részén kezdetben nem volt minta, a felső a mai napig őrzi a régi, klasszikus nyomatot. 1968-ban néhány Aucouturier csomagológépet vásárolt a Győri Keksz elődje, amivel egy újfajta, rúd formájú, 20 dkg-os csomagolást szándékoztak megvalósítani, az addig forgalomban lévő kilós kiszerelés helyett, de a piskótaalap változó mérete nagyon megnehezítette a termék gépi csomagolását. Ekkor a piskótaalapot is kekszre változtatták, így már nem volt a mérettel és a gépek működésével probléma.
1994-ben 300 millió forintos beruházás keretében, új kekszgyártósort helyeztek üzembe. A szovjet kemencéket hollandra cserélték. Az új kemencékben a korábbi óránkénti 500 kg keksz helyett 1000 kg kekszet sütöttek.  A gyártósoron készített 12 féle kekszen kívül, újdonságként bevezették a kakaós töltelék helyett a citromos és narancsos tölteléket is.
Ezek az újdonságok nem váltak népszerűvé, rövid életűek voltak, viszont a hagyományos töltelékkel töltött keksz ma is forgalomban lévő termék, csak a csomagolás és a kiszerelés változott az évek során. 
2012 októberében 10%-kal csökkentették a rúdcsomagolásban található mennyiséget, az addigi 10 keksz helyett már csak 9 került a csomagolásba, melyet a Kraft gyártástechnológiai és alapanyagár-növekedéssel indokolt, valójában a zsugorfláció tipikus példája.
A gyártás a cég eredeti telephelyén Győrszigeten indult. 2006-ban az akkori tulajdonos, a Danone döntött a Székesfehérvárra költözésről, amelyet már az új tulajdonos a Kraft Foods bonyolított le egy évvel később. A Kraft 2012-es átalakulásával a tulajdonos neve Mondelez International (Mondelez Hungária Kft.) lett.

## Fajtái

### 1. Győri Pilóta kakaós (családi csomag)
Kakaós krémmel (33%) töltött omlós keksz. A 320 grammos doboz 16 db töltött kekszet tartalmaz, 1 db töltött keksz 20 gramm. Azonos tartalommal, de a 20 grammos keksz kisebb változatával is készült zacskós kiszerelés. Ennek 167 gramm volt a tömege.[forrás?]
Téglalap formájú, hőhegesztett, színes nejlon csomagolással forgalmazzák.[forrás?]
Tápérték
(100 g termékben)
- Energia: 2100 kJ (500 Kcal)
- Zsír: 25 g ebből telített: 12,5 g
- Szénhidrát: 61 g ebből cukrok: 28 g
- Rost: 2,9 g
- Fehérje: 6,1 g
- Só: 0,53 g.[forrás?]

Összetevők
- búzaliszt(40%)
- növényi olajok (24%) (pálma, kókusz, repce)
- cukor
- zsírszegény kakaópor (5%)
- sovány tejpor
- méz
- dextróz
- búzakeményítő
- étkezési só
- térfogatnövelőszer (nátrium-karbonátok)
- aroma"[forrás?]

### 2. Győri Pilóta kakaós
Kakaós krémmel (33%) töltött omlós keksz. A 180 grammos doboz 9 db töltött kekszet tartalmaz, 1 db töltött keksz 20 gramm.[forrás?]
Rúd formájú, hőhegesztett, színes nejlon csomagolásban forgalmazzák.[forrás?]
Tápérték
(100 g termékben)
- Energia: 2100 kJ (500 Kcal)
- Zsír: 25 g ebből telített: 12,5 g
- Szénhidrát: 61 g ebből cukrok: 28 g
- Rost: 2,9 g
- Fehérje: 6,1 g
- Só: 0,53 g[forrás?]

Összetevők
- búzaliszt (40%)
- növényi olajok (24%) (pálma, kókusz, repce)
- cukor
- zsírszegény kakaópor (5%)
- sovány tejpor
- méz
- dextróz
- búzakeményítő
- étkezési só
- térfogatnövelőszer (nátrium-karbonátok)
- aroma[8]

### 3. Győri Pilóta tripla kakaós
Kakaós krémmel (33%) töltött omlós, kakaós keksz. 180 grammos doboz 9 db töltött kekszet tartalmaz, 1 db töltött keksz 20 gramm.[forrás?]
Rúd formájú, hőhegesztett, színes nejlon csomagolással forgalmazzák.[forrás?]
Tápérték
(100 g termékben)
- Energia: 2085 kJ (500 Kcal)
- Zsír: 25 g, ebből telített: 12,5 g
- Szénhidrát: 61,5 g, ebből cukrok: 30,5 g
- Rost: 4,0 g
- Fehérje: 5,4 g
- Só: 0,43 g[forrás?]

Összetevők
- Búzaliszt (38%)
- Cukor
- Növényi olajok (23%) (pálma, kókusz, repce)
- Zsírszegény kakaópor (8%)
- Búzakeményítő
- Méz
- Étkezési só
- Térfogatnövelő szer (nátrium-karbonátok)[forrás?]